# 李炳俊
李炳俊（韓語：이병준，1964年1月27日—），韓國男演員。

## 演出作品

### 電視劇

#### 2000年代
- 2002年：SBS《野人時代》
- 2003年：MBC《大長今》
- 2004年：SBS《當男人戀愛時》
- 2005年：SBS《流行70》
- 2006年：SBS《無敵情報員》飾演 青瓦台秘書室長
- 2006年：tvN《鬣狗》
- 2007年：SBS《奔跑吧！鯖魚》飾演 馬道植
- 2007年：MBC《梅麗大邱攻防戰》飾演 瑪麗打工小賣店的老闆
- 2007年：SBS《錢的戰爭（番外篇）》飾演 金民九
- 2007年：SBS《愛情殺手吳水晶》飾演 珠寶店前社長
- 2008年：MBC《大象》飾演 朱福滿
- 2008年：OCN《不要追究過去》飾演 金東萬
- 2009年：KBS《男人的故事》飾演 宰明父
- 2009年：MBC《男版灰姑娘》飾演 Elegance崔
- 2009年：KBS《熱血生意人》
- 2009年：MBC《令人垂涎之島》飾演 朝鮮仁祖

#### 2010年代
- 2010年：KBS《學習之神》飾演 Anthony Yang
- 2010年：tvN《豐年公寓》飾演 文喜京舊情人
- 2010年：KBS《國家的呼喚》飾演 周秀英
- 2010年：SBS《秘密花園》飾演 朴常務
- 2011年：KBS《Dream High》飾演 施炳修
- 2011年：KBS《間諜明月》飾演 柳貞式
- 2011年：tvN《Birdie Buddy》飾演 成京煥
- 2011年：KBS《波塞冬》飾演 具署長
- 2011年：MBC《我也是花》飾演 金隊長
- 2011年：TV朝鮮《拯救高奉實歐巴桑》（客串）
- 2012年：SBS《蠑螈道士和影子操作團》飾演 範奎
- 2012年：KBS《愛情雨》飾演 贊助徐俊的廣告商
- 2012年：Channel A《再見，老婆》飾演 孔神父
- 2012年：SBS Plus《Oh My God x2》
- 2012年：KBS《新娘面具》飾演 申南多
- 2012年：SBS《信義》飾演 趙日新
- 2012年：KBS《善良的男人》飾演 崔理事
- 2012年：KBS《田禹治》飾演 雲保
- 2013年：SBS《錢的化身》飾演 趙尚得
- 2013年：SBS《聽見你的聲音》飾演 李萬壹
- 2013年：KBS《王家一家人》飾演 崔大世
- 2013年：JTBC《你鄰居的妻子》飾演 副社長
- 2014年：MBC《心懷叵測的恢單女》飾演 吳常務
- 2014年：MBC《改過遷善》飾演 陳鎮鎬
- 2014年：KBS《明日如歌》飾演 都康在
- 2014年：KBS《王的面孔》飾演 金公諒
- 2015年：MBC《像你的女兒》飾演 白民碩
- 2015年：MBC《她很漂亮》飾演 閔容基
- 2016年：tvN《又，吳海英》（客串）
- 2016年：SBS《你是禮物》飾演 姜風鎬
- 2016年：SBS《我們的甲順》飾演 琴道錦
- 2016年：KBS《花郎》飾演 朴瓠
- 2017年：KBS《爸爸好奇怪》飾演 朴弘益
- 2017年：KBS《Go Back夫婦》飾演 馬判錫
- 2017年：KBS《即使恨也愛你》飾演 鄭根燮
- 2017年：MBC《不是機器人啊》飾演 芮成泰
- 2018年：tvN《金秘書為何那樣》飾演 張正道
- 2018年：KBS《就算死也喜歡》飾演 羅哲洙
- 2019年：TV朝鮮《Babel》
- 2019年：MBN《Level Up》

#### 2020年代
- 2020年：tvN《哈囉掰掰，我是鬼媽媽》飾演 白三東
- 2020年：SBS《便利店新星》飾演 崔永弼
- 2020年: JTBC《重回18歲》飾演 洪州萬
- 2022年：JTBC《財閥家的小兒子》飾演 朱榮逸
- 2023年：MBN《完美的結婚公式》飾演 韓雲宰
- 2023年：tvN《大指揮家：弦上的真相》飾演 吳賢碩
- 2023年：JTBC《歡迎回到三達里》飾演 （特别出演）
- 2024年：JTBC《陪玩的女人》飾演 具美好的父亲
- 2024年：KBS2《醜聞》飾演 闵泰昌
- 2024年：tvN《爱在独木桥》饰演 石景泰

### 電影
- 1995年：《落日霓虹》
- 2005年：《親切的金子》
- 2006年：《毆打誘發者》
- 2007年：《蒙面達虎》
- 2008年：《以牙還牙》
- 2009年：《父山》
- 2010年：《食客2：泡菜戰爭》
- 2010年：《被破壞的男人》
- 2011年：《完美遊戲》
- 2012年：《永無結局的故事》
- 2012年：《愛情小說》
- 2012年：《馬屁王》
- 2012年：《5百萬美金男子漢》（客串）
- 2012年：《占卜師們》（客串）
- 2013年：《全國歌唱比賽》
- 2014年：《白專家》
- 2014年：《我的獨裁者》
- 2015年：《突然變異》
- 2017年：《殺人者的記憶法》
- 2019年：《神之一手：鬼手篇（朝鲜语：신의 한 수: 귀수편）》飾演 漆寶沙（特別出演）

## 外部連結
- 经纪公司官方网站